# Диас, Хосе Игнасио
Хосе Игнасио Диас Веласкес (исп. José Ignacio Díaz Velázquez; род. 22 ноября 1979, Мадрид) — испанский легкоатлет, специалист по спортивной ходьбе. Выступает за сборную Испании по лёгкой атлетике с 2005 года, победитель и призёр Кубка Европы в командном зачёте, обладатель бронзовой медали командного чемпионата мира, многократный призёр первенств национального значения, участник летних Олимпийских игр в Рио-де-Жанейро.

## Биография
Хосе Игнасио Диас родился 22 ноября 1979 года в Мадриде.
Впервые заявил о себе на международном уровне в сезоне 2005 года, когда вошёл в состав испанской национальной сборной и выступил на чемпионате мира в Хельсинки, где в ходьбе на 20 км занял итоговое 22-е место.
В 2006 году выступил на домашнем Кубке мира в Ла-Корунье.
В 2007 году на Кубке Европы в Ройал-Лемингтон-Спа занял 14-е место в личном зачёте 20 км и помог своим соотечественникам стать бронзовыми призёрами командного зачёта.
В 2009 году занял 15-е место на чемпионате мира в Берлине.
В 2010 году стартовал на Кубке мира в Чиуауа и на чемпионате Европы в Барселоне.
На Кубке Европы 2011 года в Ольяне с испанской сборной стал вторым в командном зачёте 20 км (впоследствии в связи с дисквалификацией команды России переместился в итоговом протоколе на первую позицию). На чемпионате мира в Тэгу стартовал в дисциплине 50 км, но сошёл с дистанции.
В 2013 году на Кубке Европы в Дудинце стал четырнадцатым и третьим в личном и командном зачётах 50 км соответственно. На чемпионате мира в Москве пришёл к финишу на 34-й позиции.
В 2015 году стартовал в ходьбе на 20 км на Кубке Европы в Мурсии.
В 2016 году взял бронзу в командном зачёте 50 км на командном чемпионате мира в Риме. Выполнив олимпийский квалификационный норматив (4:06:00), удостоился права защищать честь страны на летних Олимпийских играх в Рио-де-Жанейро — в итоге в программе ходьбы на 50 км сошёл с дистанции, не показав никакого результата.
После Олимпиады в Рио Диас остался действующим спортсменом на ещё один олимпийский цикл и продолжил принимать участие в крупнейших международных стартах. Так, в 2017 году на дистанции 50 км он занял 17-е место на чемпионате мира в Лондоне, установив при этом свой личный рекорд — 3:48:08.
В 2018 году в той же дисциплине был девятым на чемпионате Европы в Берлине.
В 2019 году стал серебряным призёром командного зачёта на Кубке Европы в Алитусе, тогда как на чемпионате мира в Дохе сошёл с дистанции.